# فرهنگ در شیلی

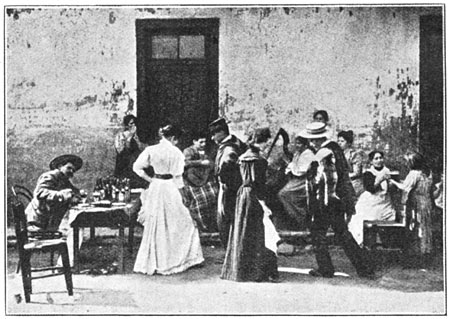
رقص کوئکا در سال ۱۹۰۶. رقص فالک ملی رسمی شیلی از ۱۸ سپتامبر، ۱۹۷۹ تاکنون

فرهنگ شیلی دارای تنوع و تاریخ عمیقی است.
شمال شیلی مرکز مهمی برای فرهنگ دوران قرون وسطا و اوایل دوره جدید امپراتوری اینکا می‌باشد، در حالی که نواحی مرکزی و جنوبی، مناطق فعالیت‌های فرهنگی ماپوچه‌است. در سراسر دوره استعماری در پی فتح این کشور، و طی دوران اولیه جمهوری، فرهنگ کشور تحت سیطره اسپانیایی‌ها بوده‌است. تأثیرات اروپاییان دیگر عمدتاً انگلیسی و فرانسوی از آغاز قرن ۱۹ ام شروع شد و تا امروز نیز ادامه داشته‌است.

## موسیقی
رقص ملی این کشور "کوئکا" (Cueca) است. شکل دیگری از ترانه سنتی شیلی، که البته همراه رقص نیست، "تونادا" (tonada) می‌باشد. موسیقی وارد شده توسط استعمارگران اسپانیایی، از کوئکا، بر اساس یک بخش ملودی واسطه‌ای و یک ملودی بارزتر، قابل تمایز است. در اواسط دهه ۱۹۶۰، اشکال موسیقی بومی توسط "خانواده پارا" (Parra family) و به کمک شعر نوی شیلی مجدداً احیاء شد، که همراه با فعالان و اصلاحگران سیاسی شد و توسط خواننده سبک فالک و محقق فرهنگ عامه و شرح نژادی مارگوت لویولا (Margot Loyola) عرضه شد.

## ادبیات
مردم شیلی کشورشان را «país de poetas» یا 'سرزمین شعرا' می‌نامند.
گابریلا میسترال اولین شیلیایی بود که جایزه نوبل ادبیات را در سال (۱۹۴۵) برد. اما، مشهورترین شاعر شیلی، پابلو نرودا است که جایزه نوبل را در سال (۱۹۷۱) برنده شد و به خاطر مجموعه آثار دربارهٔ رومانس (داستان عاشقانه)، طبیعت، و سیاست شهرت جهانی دارد. سه خانه بسیار فردگرای اش (منحصربه‌فرد) در نواحی ایسلا نگرا، سانتیاگو و والپاریزو مقصدی معروف برای جهانگردان می‌باشد.

## منبع
- مشارکت‌کنندگان ویکی‌پدیا. «Culture of Chile». در دانشنامهٔ ویکی‌پدیای انگلیسی، بازبینی‌شده در ۲۷ ژانویه ۲۰۱۴.